# Jornal da Record
Jornal da Record (portoghese par Giornale della Record) è un telegiornale notturno brasiliano, prodotto e trasmesso da Rede Record. Ha debuttato nel 1972 sotto il comando del Hélio Ansaldo, che sostituisce il vecchio Jornal da REI. Oggi è presentato da Celso Freitas e Ana Paula Padrão.